# Карадеин (Агдашский район)
Карадеи́н (азерб. Qaradeyin) — село в Агдашском районе Азербайджана.

## Этимология
Название происходит от названия одноименного села в Габалинском районе.

## История
Село основано в XIX веке переселенцами из села Каратегин Нухинского уезда.
Село Карадегин-на-Куре в 1913 году согласно административно-территориальному делению Елизаветпольской губернии относилось к Авадскому сельскому обществу Арешского уезда.
В 1926 году согласно административно-территориальному делению Азербайджанской ССР село относилось к дайре Ляки Геокчайского уезда.
После реформы административного деления и упразднения уездов в 1929 году был образован Карадеинский сельсовет в Агдашском районе Азербайджанской ССР.
Согласно административному делению 1961 и 1977 года село Карадеин входило в Карадеинский сельсовет Агдашского района Азербайджанской ССР.
В 1999 году в Азербайджане была проведена административная реформа и был учрежден Карадеинский муниципалитет Агдашского района. 30 мая 2014 года, Указом Президента Азербайджана, Карадеинский муниципалитет был ликвидирован, а село Карадеин вошло в Эймурский муниципалитет.

## География
Неподалёку от села протекает река Кура.
Село находится в 30 км от райцентра Агдаш и в 265 км от Баку. Ближайшая ж/д станция — Ляки.
Высота села над уровнем моря — 11 м.

## Население
| Численность населения | Численность населения | Численность населения |
| 1886                  | 1979                  | 1999                  |
| --------------------- | --------------------- | --------------------- |
| 677                   | ↗1200                 | ↗1550                 |

## Климат
| Показатель                                             | Янв. | Фев. | Март | Апр. | Май  | Июнь | Июль | Авг. | Сен. | Окт. | Нояб. | Дек. | Год  |
| ------------------------------------------------------ | ---- | ---- | ---- | ---- | ---- | ---- | ---- | ---- | ---- | ---- | ----- | ---- | ---- |
| Средний суточный максимум, °C                          | 7,1  | 8,4  | 12,6 | 20,7 | 25,7 | 29,9 | 33,7 | 32,4 | 28,1 | 21,2 | 14,3  | 9,2  | 20,1 |
| Средняя температура, °C                                | 3,0  | 4,3  | 8,2  | 14,9 | 19,8 | 24,1 | 27,4 | 26,2 | 22,3 | 16,1 | 10,1  | 5,2  | 15,0 |
| Средний суточный минимум, °C                           | −1   | 0,2  | 3,8  | 9,1  | 13,9 | 18,3 | 21,2 | 20,1 | 16,6 | 11,1 | 6,0   | 1,2  | 9,9  |
| Норма осадков, мм                                      | 20   | 24   | 28   | 39   | 53   | 43   | 22   | 23   | 24   | 50   | 29    | 24   | 379  |
| Источник: https://ru.climate-data.org/location/954948/ |      |      |      |      |      |      |      |      |      |      |       |      |      |

Среднегодовая температура воздуха в селе составляет +15,1 °C. В селе семиаридный климат.

## Инфраструктура
В селе расположены почтовое отделение и школа имени В. Азизов.